# Frank Laufenberg

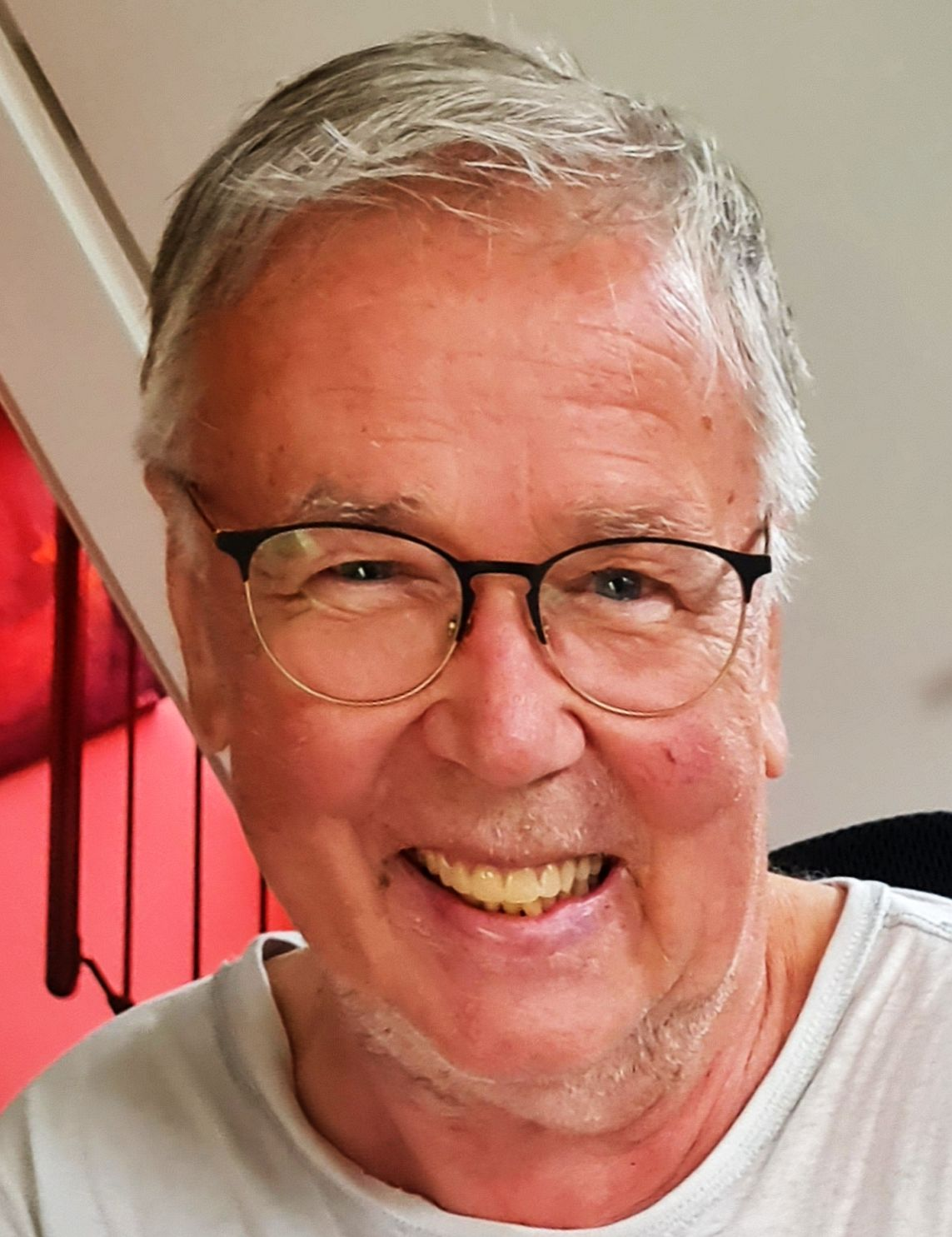
Frank Laufenberg (2021)

Frank Laufenberg (* 2. Januar 1945 in Lebus; † 5. Juli 2025 in Laufeld) war ein deutscher Hörfunk- und Fernsehmoderator, Musikjournalist und Autor. Er galt als Kenner der Rock- und Popszene und verfasste umfassende Werke über die Geschichte der Popmusik, unter anderem Frank Laufenbergs Rock- und Pop-Lexikon.

## Kindheit
Laufenberg wurde 1945 in Lebus an der Oder in der Provinz Brandenburg geboren; seine Kölner Mutter war dorthin mit seinem sechs Jahre älteren Bruder evakuiert worden. Kurz nach seiner Geburt zog die Familie zunächst nach Merten und 1951 dann nach Köln-Ehrenfeld, wo er aufwuchs. 1955 schenkte ihm seine Mutter zu Weihnachten den Experimentierkasten Radiomann, mit dem er selbst ein Radio zusammenbauen konnte und der sein Interesse an allem weckte, was mit dem Thema Radio zu tun hat.

## Karriere beim Hörfunk und im Fernsehen
Nach dem Volksschulbesuch und einer anschließenden Ausbildung zum Versicherungskaufmann in Köln arbeitete Laufenberg von 1967 bis 1970 als Künstlerbetreuer für die Schallplattenfirma Electrola. Musik- und Mikrofonerfahrung hatte er schon ab 1963 als DJ in etlichen Kölner Diskotheken und ab 1969 durch auf Band angelieferte Oldie-Sendungen beim SDR Stuttgart gesammelt. Durch die Begleitung eines Popstars zu einem Hörfunkinterview im Auftrag der EMI kam er Anfang 1970 mit Walther Krause in Kontakt. Dieser hatte bei SWF3, dem dritten Radioprogramm des Südwestfunks, das neue Jugend-Musikmagazin Pop Shop initiiert und war dort auch Chefredakteur.
Krause stellte ihn für zwei Wochen auf Probe ein; im Anschluss blieb er viele Jahre lang für den Sender tätig. Laufenberg gehörte so zu den Mitbegründern des Pop Shop. Der Südwestfunk führte dazu aus: „… startet in SWF3 … die Jugendsendung Pop-Shop mit den Moderatoren der ersten Stunde: Walther Krause, Karlheinz Kögel, Guido Schneider, Walter Fuchs, der Country-Spezialist, und Frank Laufenberg. Mit Sendungen wie Pop Shop, SWF3-Radioclub und Facts und Platten leistete dieses Team Pionierarbeit auf dem Gebiet der Musiksendungen.“
Vom Hörfunk gelang ihm auch der Sprung ins Fernsehen: Von 1980 bis 1990 moderierte er wöchentlich für den WDR gemeinsam mit Marijke Amado und Jürgen von der Lippe (später Jürgen Triebel) den WWF Club, der im damaligen Regionalfenster des Ersten Programms ausgestrahlt wurde. Für den Südwestfunk moderierte Laufenberg im Ersten Programm von 1983 bis 1987 die Musiksendung Ohne Filter mit Liveauftritten internationaler Interpreten. Von 1988 bis 1990 präsentierte er für das Fernsehprogramm des Bayerischen Rundfunks 248 Folgen der Gameshow Supergrips. Weitere von Laufenberg im öffentlich-rechtlichen Fernsehen moderierte Sendungen waren der ZDF Schülerexpreß, die ZDF Pinnwand und KuK beim WDR.
Im September 1990 wechselte er für die Sendungen Frank & frei sowie Zapp zu Sat.1. Für die Verantwortlichen von SWF3 war dies ein Kündigungsgrund: Als Mitarbeiter einer öffentlich-rechtlichen Anstalt dürfe er nicht parallel bei einem kommerziellen privaten Sender tätig sein. Seine Kündigung verursachte in der Presse großes Aufsehen.
Von 1991 bis 1996 arbeitete Laufenberg für den Hörfunksender RPR 1. Dort hatte er eine Sendung mit dem Titel Bei Anruf Pop! In der Sendung konnten Zuhörer anrufen und Lieder ausfindig machen lassen, die weder die Senderredaktion noch die Zuhörer im Vorfeld kannten oder wussten, von wem diese gesungen wurden. Die Anrufer summten oder sangen die ihnen bekannten Passagen vor, und in den meisten Fällen konnte Laufenberg die Antwort liefern und dann das entsprechende Lied spielen. Zwischen 1996 und 1999 hatte er einen Lehrauftrag zum Thema Popmusik an der Musikhochschule Karlsruhe.
Von 1999 bis 2010 arbeitete Laufenberg bei SWR1 und moderierte dort vor allem die wöchentliche Sendung Die größten Hits aller Zeiten. Zu seinem 65. Geburtstag im Januar 2010 moderierte er seine letzte Sendung beim SWR. Von Dezember 2010 bis zum Sommer 2013 moderierte er bei dem Ingolstädter DAB-Sender Coolradio, der diese Sendungen seitdem aus dem Archiv wiederholt. Auch im Fernsehen war er weiter aktiv: Im Ersten Programm hatte er in der vom Südwestrundfunk produzierten werktäglichen Magazinsendung ARD-Buffet die in loser Folge ausgestrahlte Rubrik Meine erste Platte, in der er Prominente zu ihrer ersten Schallplatte interviewte. Von 2013 bis Ende 2024 betrieb Laufenberg mit einer kurzen Unterbrechung das von ihm gegründete Internetradio PopStop, wo er auch einer der Moderatoren war.
Ab April 2018 hatte Laufenberg zwei regelmäßige Sendungen bei SR 3 Saarlandwelle, den SR-3-Kiosk und den SR-3-Oldieabend. Im August 2020 war er zusammen mit seinen ehemaligen WWF-Club-Kollegen Marijke Amado, Jürgen von der Lippe und Jürgen Triebel zu Gast in einer Ausgabe der Talkshow Kölner Treff, die sich ausschließlich dem 40. Geburtstag des WWF Club widmete. Laufenberg war bis zuletzt im Radio aktiv: seine letzte Radiorubrik Zwei bei Frank, in der er jeweils zwei Musiktitel mit Hintergrundinformationen vorstellte, lief am 4. Juli 2025 beim SR-3-Oldieabend.

## Musiker und Autor
1980 landete Laufenberg mit seinen Kollegen Thomas Gottschalk und Manfred Sexauer als Rap-Formation G.L.S.-United (wobei der Name der Gruppe sich aus den Anfangsbuchstaben der drei Nachnamen zusammensetzte) mit dem Titel Rapper’s Deutsch – einer Coverversion von Rapper’s Delight, die als erster deutschsprachiger Hip-Hop-Track gilt – auf Platz 49 der deutschen Hitparade. Zudem erschien 1983 bei Teldec eine Solo-Single von Laufenberg mit den Titeln Hallo Kleiner und Vergißmeinnicht – die Umsetzung einer Idee, die Laufenberg und Jürgen von der Lippe in einer Drehpause des WWF-Club hatten.
Laufenberg verfasste Monografien über Joe Cocker, Cliff Richard und Deep Purple sowie zahlreiche umfassende Werke über die Geschichte der Popmusik, unter anderem Frank Laufenbergs Rock- und Pop-Lexikon. Meyers Großes Universal-Lexikon verwendet seine Definition und Erläuterung zum Thema Rockmusik. Sein Rock und Pop Diary ist in vielen englischsprachigen Ländern als Übersetzung erschienen.

## Privatleben
Laufenberg erlitt im Februar 2008 einen Schlaganfall, der jedoch sein Sprach- und Wahrnehmungsvermögen nicht beeinträchtigte, weshalb der Moderator weiterhin seinem Beruf nachgehen konnte. 2010 starb seine Frau Ingrid. Ab 2010 war er mit der Malerin und Schriftstellerin Petra Laufenberg verheiratet. Er lebte mit ihr in Laufeld in der Eifel. Laufenberg war Vater von zwei Töchtern. Sein Sohn Thore Laufenberg, der freiberuflich in der IT arbeitet, gründete 2017 ebenfalls ein Internet-Lokalradio, das er 2023 mit selbstgeschriebener Software auf ein rein KI-generiertes Radio umstellte.
Frank Laufenberg starb im Juli 2025 nach kurzer schwerer Krankheit im Alter von 80 Jahren in Laufeld.

## Werke
- Facts & Platten. Ein neues Buch über Pop-Musik, Voggenreiter, Bonn 1973, ISBN 3-8024-0008-9.
- Frank Laufenbergs Pop + Rock Almanach, Bastei Lübbe, Bergisch Gladbach 1980, ISBN 3-404-60022-3.
- Spitzenreiter 1970–1980 – Die Top-Hits der 70er Jahre – Daten Fakten Materialien, Bastei-Lübbe, 1980.
- Die besten LP’s aller Zeiten – Ausgewählt von Frank Laufenberg und führenden Musikjournalisten, Moewig, 1987.
- Die Geschichte der Popmusik, Bertelsmann, 1989.
- Tagebuch der Rock und Popmusik, Heel, 1990.
- Frank Laufenbergs Rock- und Pop-Lexikon, 2 Bände, Econ, 1994.
- Frank Laufenbergs Rock- und Pop-Lexikon, 2 Bände, Econ Taschenbuchverlag, Düsseldorf 1995, Band 1: ISBN 3-612-26206-8 Band 2: ISBN 3-612-26207-6.
- mit Ingrid Laufenberg: Pop Diary – Daten Fakten Geschichten, 2 Bände, Schott Musik International, Mainz 1995, Band 1: ISBN 3-7957-8356-9 Band 2: ISBN 3-7957-8357-7.
- Frank Laufenbergs Rock und Pop Lexikon, 2 Bände, Econ, 1998.
- Völlig losgelöst – Die Musik der Achtziger, Econ & List, 1999.
- Frank Laufenbergs Hit-Lexikon des Rock und Pop, 2 Bände, Ullstein, 2002/2004.
- mit Ingrid Laufenberg: Frank Laufenbergs Hit-Lexikon des Rock und Pop, 3 Bände, Ullstein, Berlin 2007; ISBN 978-3-548-36920-4.